# Monacanthocnemis buyssoni
Monacanthocnemis buyssoni är en getingart som beskrevs av Adolpho Ducke 1906. Monacanthocnemis buyssoni ingår i släktet Monacanthocnemis och familjen getingar. Inga underarter finns listade i Catalogue of Life.